# Cloridina
Cloridina is een geslacht van kreeftachtigen uit de klasse van de Malacostraca (hogere kreeftachtigen).

## Soorten
- Cloridina albatrossae Ahyong, 2004
- Cloridina chlorida (Brooks, 1886)
- Cloridina ichneumon (Fabricius, 1798)
- Cloridina inflata (Moosa, 1991)
- Cloridina malaccensis (Manning, 1968)
- Cloridina moluccensis Moosa, 1973
- Cloridina pelamidae (Blumstein, 1970)
- Cloridina stephensoni Ahyong, 2001
- Cloridina verrucosa (Hansen, 1926)